# Petr Cornelie
Petr William Cornelie (* 26. Juli 1995 in Calais) ist ein französischer Basketballspieler.

## Werdegang
Der Sohn der ehemaligen tschechischen Basketballspielerin Pavla Sigmundova und des früheren französischen Zweitliga-Basketballspielers Martial Cornelie wuchs im Elsass auf. Petr Cornelies ältere Schwester Jodie wurde ebenfalls Leistungsbasketballspielerin. Er spielte als Jugendlicher für die Vereine Saint Joseph Straßburg, Basket Club Souffelweyersheim und Électricité Straßburg. Von 2007 bis 2010 wurde er am elsässischen Basketballleistungszentrum ausgebildet. Er wechselte in den Nachwuchsbereich des Erstligisten Le Mans Sarthe Basket, in der Saison 2013/14 gab er seinen Einstand in der höchsten französischen Spielklasse. Er wurde in La Mans’ Profimannschaft Stammspieler, in der Saison 2014/15 wurde er als bester junger Spieler der Liga ausgezeichnet. 2016 gewann er mit Le Mans den französischen Pokalwettbewerb.
Beim NBA-Draftverfahren im Juni 2016 gingen die Rechte an Cornelie an 53. Stelle an die Denver Nuggets. Nachdem die Einsatzzeit des Franzosen in Le Mans in der Saison 2016/17 gesunken war, wechselte er als Leihspieler zum Ligakonkurrenten Paris-Levallois. Nach einem Spieljahr kehrte Cornelie nach Le Mans zurück, 2019 wurde er von Élan Béarnais Pau-Lacq-Orthez verpflichtet. Mit durchschnittlich 14,4 Punkten und 7,9 Rebounds je Begegnung erreichte Cornelie in der Saison 2020/21 seine bisher besten Werte in der französischen Liga.
Im September 2021 unterschrieb er einen Zweiwegevertrag bei der NBA-Mannschaft Denver Nuggets, der ihm auch Einsätze in der NBA G-League gestattete. Nach 13 NBA-Einsätzen für Denver (1,1 Punkte und 1,1 Rebounds/Spiel) wurde er im Januar 2022 aus dem Aufgebot gestrichen. Für Grand Rapids erzielte der Franzose während der Saison 2021/22 in 25 Einsätzen im Schnitt 17,8 Punkte sowie 12,8 Rebounds je Begegnung.
Ende Juli 2022 gab Real Madrid die Verpflichtung des Franzosen bekannt. Er gewann mit Madrid 2023 die Euroleague, kam im Halbfinale sowie im Endspiel aber nicht zum Einsatz.
Im Juli 2023 wurde er von AS Monaco verpflichtet. Er wurde 2024 mit Monaco französischer Meister. Im Sommer 2025 wechselte Cornelie zum türkischen Erstligaaufsteiger Erokspor nach Istanbul.

## Nationalmannschaft
Cornelie nahm mit den französischen Auswahlmannschaften an der U17-Weltmeisterschaft 2012 sowie Europameisterschaften in den Altersbereichen U18 (2013) und U20 (2015) teil. Im Vorfeld der 2021 ausgetragenen Olympischen Sommerspiele 2020 wurde er in Frankreichs Herrennationalmannschaft berufen und fuhr mit der Auswahl zu den Spielen nach Tokio. Dort gewann er Silber, Cornelie trug in drei Olympia-Einsätzen im Schnitt 1,7 Punkte bei.

## Karriere-Statistiken

### NBA

#### Hauptrunde
| Saison  | Team   | GP | GS | MPG | FG % | 3P % | FT % | RPG | APG | SPG | BPG | PPG |
| ------- | ------ | -- | -- | --- | ---- | ---- | ---- | --- | --- | --- | --- | --- |
| 2021–22 | Denver | 13 | 0  | 2.9 | .333 | .125 | .750 | 1.1 | 0.2 | 0.1 | 0.1 | 1.1 |
| Gesamt  | Gesamt | 13 | 0  | 2.9 | .333 | .125 | .750 | 1.1 | 0.2 | 0.1 | 0.1 | 1.1 |